# Fő tér (Nagykikinda)
A nagykikindai Fő tér (szerbül: Trg srpskih dobrovoljaca, azaz Szerb dobrovoljácok tere) a város központja és legismertebb látványossága. A hagyomány szerint szerb határőrök alapították 1750-ben; épületeinek túlnyomó része a 19. század második feléből és a 20. század elejéről származik, és itt található a város több intézménye. Jelenlegi kinézetét 1982-ben nyerte el.

## Elnevezése
Rendeltetésére utalva régen Fő térnek vagy Piactérnek nevezték. A 20. században elnevezése a mindenkori hatalomnak megfelelően változott: a század elején Ferenc József tér (Trg Franje Josifa), később I. Péter tér (Trg kralja Petra I), Tito tér (Titov trg), végül Szerb önkéntesek tere (Trg srpskih dobrovoljaca).

## Története
A török uralom alatt elnéptelenedett Nagykikindát szerb határőrök alapították újra az 1750-es években. A legenda szerint 1750-ben határőr családok a jelenlegi ortodox templom helyén tűzték le zászlójukat, így ezt az évet tekintik Nagykikinda újraalapításának és a Fő tér megszületésének. Az 1750-es évek végén itt már templom állt, mai formájában néhány évtizeddel később készült el, előtte piactérrel, keleti és nyugati oldalán temetővel.
A térbeli szerveződés (utcák, háztömbök helye) már 1814-ben kialakult, a telkek végleges felosztása 1893-ból származik. Az épületek a 18–20. századokban épültek, legtöbbjük a 19. század második feléből és a 20. század első éveiből származik. A közvilágítást az 1920-as években vezették be. A tér 1982-ben nyerte el jelenlegi kinézetét, mikor Predrag Cagić belgrádi építész vezetésével gyalogos zónává alakították.

## Leírása
Délnyugat-északkelet irányban megnyúlt tér (voltaképpen sétálóutca). Épületeinek legtöbbje nagyméretű és reprezentatív, a 19. század második felének pénzügyi jólétét érzékeltetve. Stílusuk barokk, klasszikus, szecesszionista, eklektikus, de pár modern épület is látható.
A tér fáin fülesbaglyok tanyáznak, a téli hónapokban hétszáznál is több példány fészkel itt.

### Északnyugati oldal
- 1. Slanika-palota, monumentális saroképület, melyet építtetőjéről, a földbirtokos Rudolf Slanikáról neveztek el.[8]
- 17. Steiner-ház, a 19. század végén építtette Steiner zsidó kereskedő.[8] E mögött, a Mokrini utca (ulica Dimitrija Tucovića) elején áll az egykori Bohn-féle szálló épülete.[2]
- 19. Telečki-ház, Risto Telečki polgármester építtette a 19. század második felében, emeletén működött az Első Nagykikindai Takarékpénztár.[2][6]
- 21. Az egykori Kúria (törvényszéki palota), 1835–1839 között építették a magyar királyi törvényszék és a kerületi székhely számára. Homlokzatán egy két tonnás dombormű van, mely a nagykikindai kerület kardot és törökfejet tartó oroszlános címerét ábrázolja. Jelenleg itt található a Nemzeti Múzeum, a Levéltár, és a Zenekedvelők Egyesülete. A múzeumnak több részlege van (régészeti, történelmi, természettudományi), és itt állították ki Európa legjobban megőrzött mamutcsontvázát.[9]
- A 21. és 23. számú épületek között van a fasizmus áldozatainak emlékműve, 1961-ben hozták létre.[10]
- A 21. és 23. számú épületek mögött állnak a Fejős Klára Általános Iskola és a Dušan Vasiljev Középiskola épületei. Az előbbi elődjét 1812-ben alapították mint római katolikus egyházi népiskolát, épülete 1896-ban készült el Balázs Ernő építész vezetésével. Az utóbbit 1858-ben hozták létre mint négyosztályos, magyar tannyelvű polgári reáliskolát; 1900-ban nyolcosztályos főgimnáziummá bővült, és ugyanebben az évben adták át az Alpár Ignác tervezte jelenlegi épületét.[11]
- 23. A Kultúrház, a 19. század második felében épült városi fogadóként és nagyvendéglőként romantikus stílusban; emeletén kaszinó is működött. Ma kulturális központ.[12][13]
- 43. Pentz-ház, a 19. század végén építtették Nikolaus és Peter Pentz textilkereskedők.[13]
- 57. Vinczehidy-ház, jelenleg a Jovan Popović városi könyvtár épülete.[14]

### Délkeleti oldal
- 6. Budišin-palota, 1928-ben épült neobarokk és rokokó stílusban.[8]
- 12. Városháza. 1891–1894 között épült Balázs Ernő tervei szerint neoreneszánsz és neobarokk stílusban. A tornyon látható címer fölötti 1774-es évszám a nagykikindai kerület megalapítására utal. Ez alatt Attendite! (Vigyázzatok!) felirat olvasható, mely arra emlékezteti a polgárokat, hogy legyenek éberek és összetartóak.[15] A városháza előtt öt zászló látható: Szerbia zászlaja, a Vajdaság hagyományos zászlaja, a Vajdaság új zászlaja, Nagykikinda város zászlaja, Magyarország zászlaja.
- 14. Draxler-palota, 1891-ben épült szecessziós épület, ma a Vajdasági Bank tulajdona.[8]
- Szent Miklósnak szentelt barokk stílusú szerb ortodox templom. A legkorábbi, vesszőfalú és nádtetejű templomról már 1758-ban leírást adtak, a későbbi egyhajós kőtemplomot 1769–1772 között építették, ikonosztáza 1773-ban, tornya 1774-ben készült el. Az 1848-as forradalmi események során felgyújtották, tornyát ledöntötték; jelenlegi formáját az újjáépítés során nyerte el. Mai toronysisakja 1981-ben készült.[4]
- A templom előtt egykoron piactér volt, és itt állt a régi képeslapokon látható, nevezetes Fehér kereszt is (ennek helyén ma Jovan Popović író szobra áll). A templom mögött ortodox iskolaépület helyezkedik el, ennek főbejárata a Szerb utcából (ulica Generala Drapšina) nyílik.[2][6]
- 28. Nemzeti színház. Színi előadásokat már 1796-ban bemutattak Nagykikindán (ekkor még németül, majd 1834-ben szerbül is). A 19. század végén ennek az épületnek a földszintjén színháztermet és hangversenytermet rendeztek be, emeletét a Nemzeti Szálló foglalta el. 1950-ben színházépületnek nevezték ki.[2][16]
- 30. Bogdan-ház, 1906-ban épült Živko Bogdan polgármester számára szecessziós stílusban, tervezője Balázs Ernő volt. Későbbi tulajdonosa után Varađanin-házként is ismerik.[16]
- 44. Assisi Szent Ferencnek szentelt római katolikus templom. 1808–1811 között építették I. Ferenc magyar király közbenjárására, kincstári támogatással; mellette ferences kolostort is létesítettek.[17] Udvarában megtekinthető a millenniumi emlékoszlop, mely eredetileg az általános iskola udvarán állt.[18]
- 48. Az Adóhivatal épülete, 1910-ben épült szecessziós stílusban a Kereskedelmi Bank számára. A bejárat fölötti mozaik napsugarakat és méhkaptárt ábrázol.[12][13]

## Képek

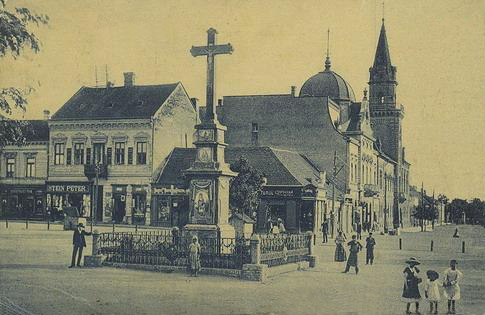
1900 körül
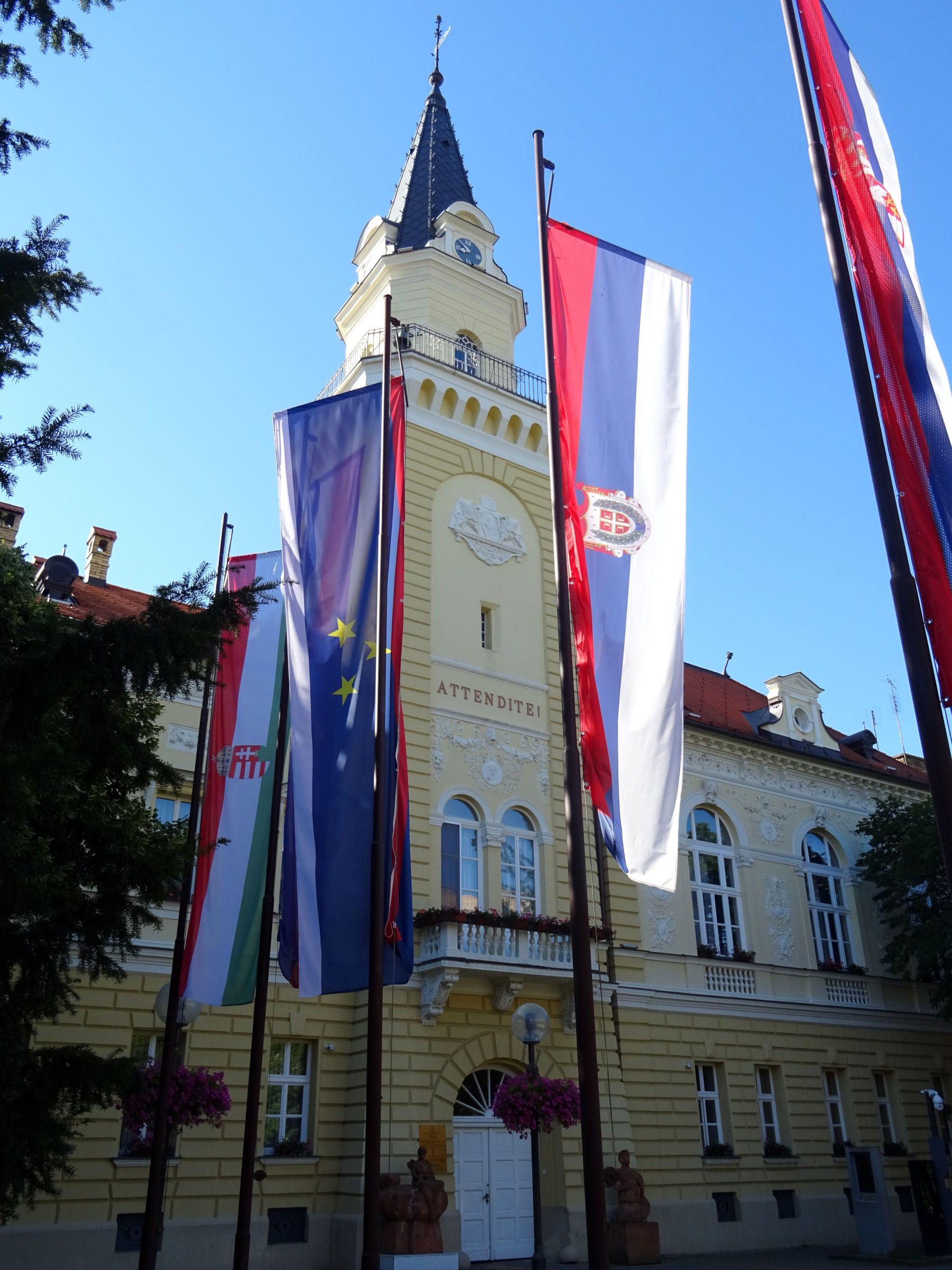
A Városháza
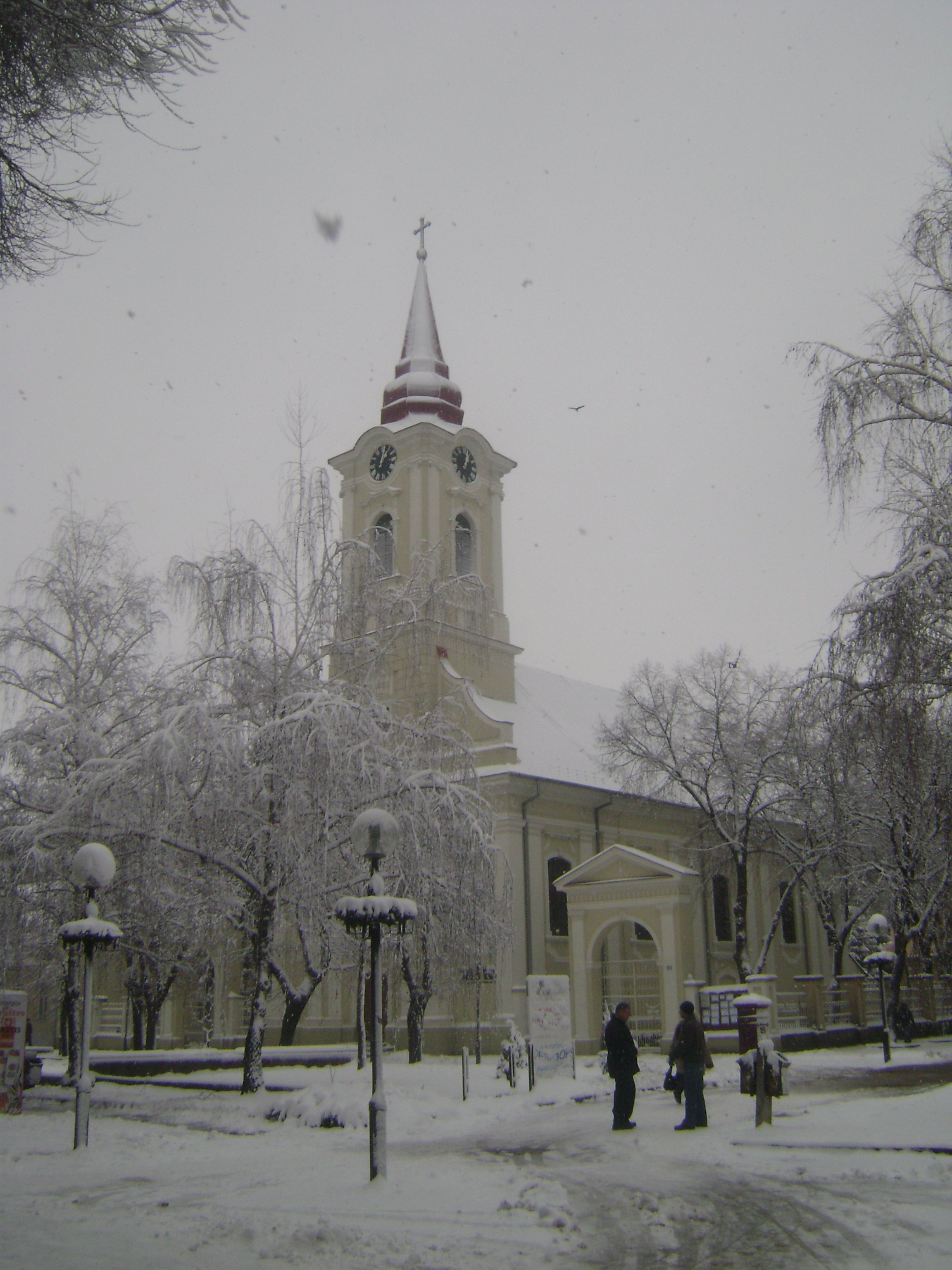
A katolikus templom
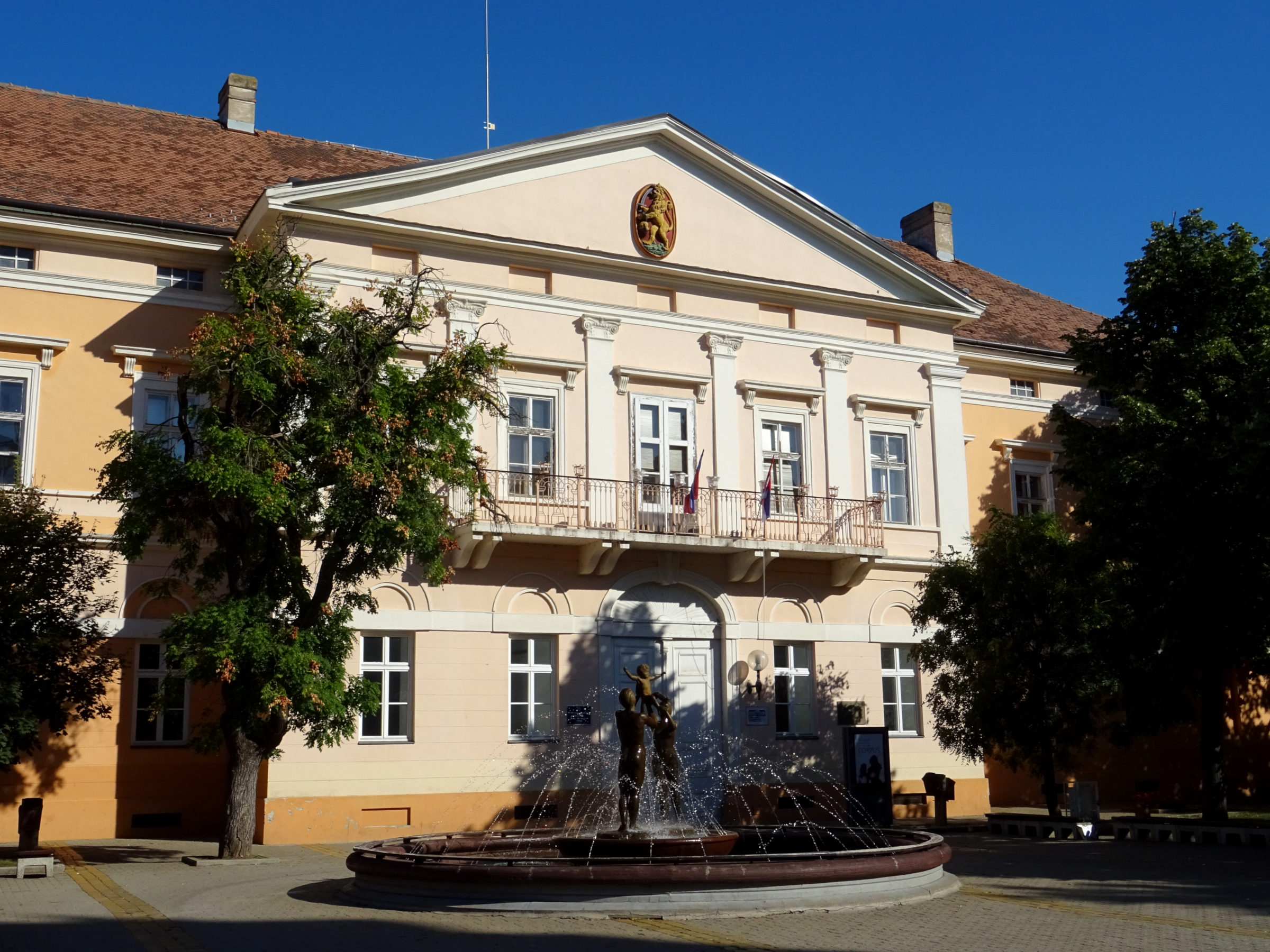
Az egykori törvényszéki palota, ma múzeum
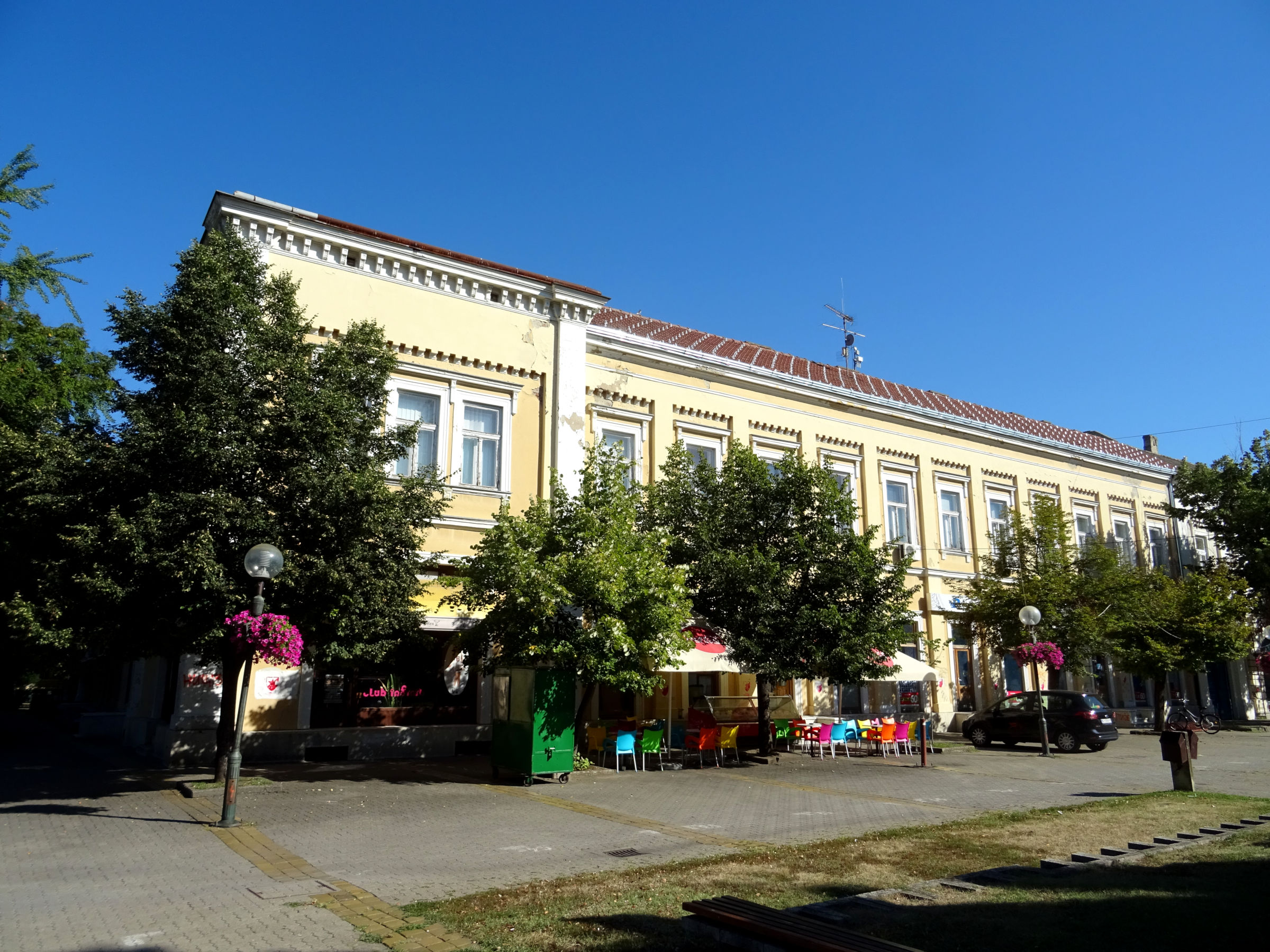
A Kultúrház
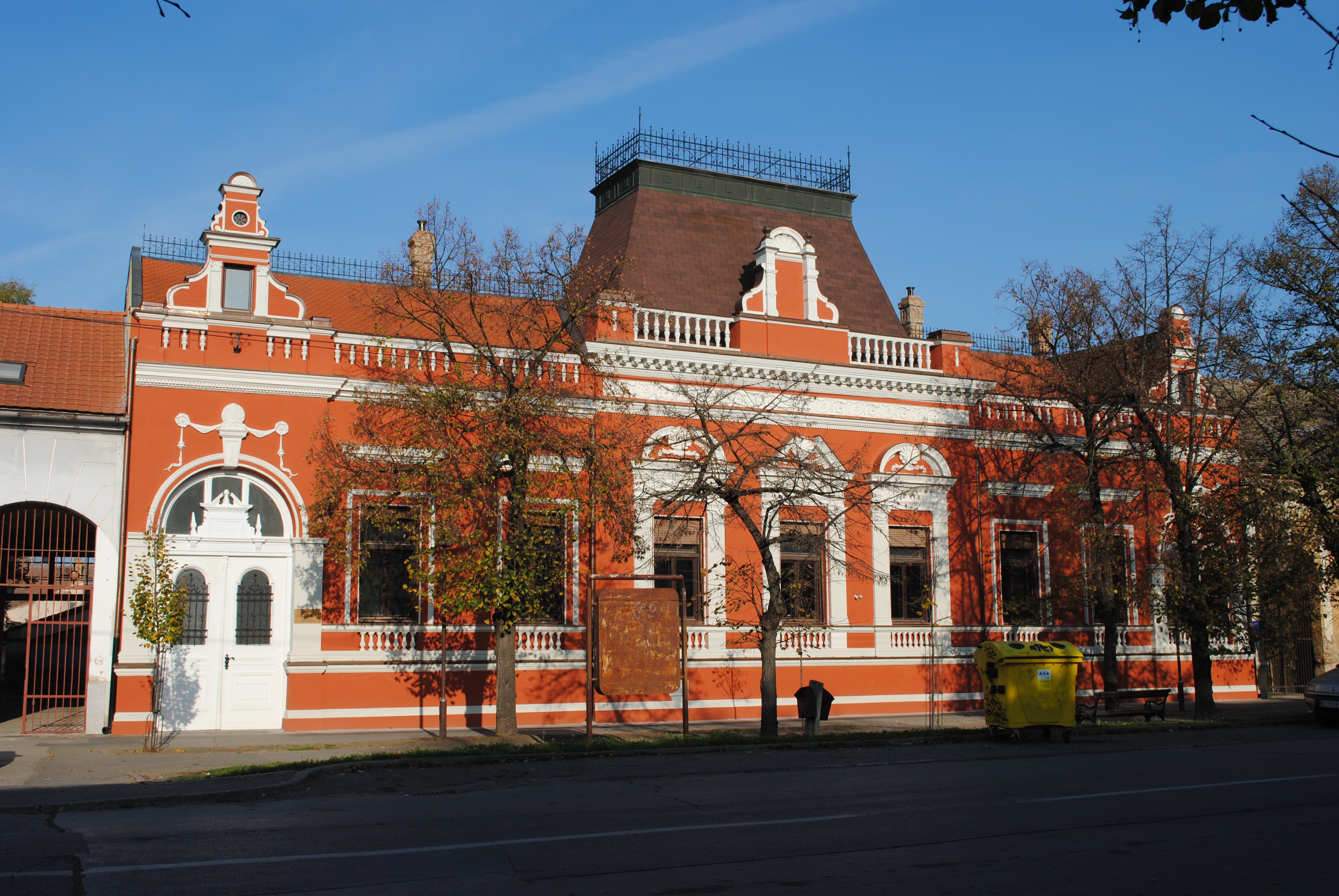
A Vinczehidy-ház